# Trompetkrone
Trompetkrone (Catalpa) er en planteslægt, der har flere (kinesiske og amerikanske) arter end de her nævnte, men de ses kun yderst sjældent i Danmark.
| Beskrevne arter |

- Almindelig trompetkrone (Catalpa bignonioides)
- Amerikansk trompetkrone (Catalpa speciosa)
- Kinesisk trompetkrone (Catalpa ovata)

| Andre arter |

- Catalpa bungei
- Catalpa fargesii
- Catalpa longissima